# Vasilj Kričevskij
Vasilj Grigorovič Kričevskij (ukr. Василь Григорович Кричевський - Vasylj Grygorovyč Kryčevs'kyj); (Ukrajina, Vorožba, 12. siječnja 1873. - Venezuela, Caracas, 15. studenoga 1952.); ukrajinski je slikar, arhitekt, predavač umjetnosti, grafički umjetnik i majstor prilagodljive i dekorativne umjetnosti. Vasilj je brat poznatog ukrajinskog slikara Fedira Kričevskog. Vasilj je imao relativno manje obrazovanje, ali je imao veliko zanimanje za ukrajinsku folklornu umjetnost i povijest ukrajinske umjetnosti. Tijekom svog života dobio je niz priznanja i uz druga djela ukupno je naslikao oko 300 slika.
Tijekom Prvog svjetskog rata postao je jednim od osnivača Ukrajinske državne akademije umjetnosti, a tijekom dvadestih godina, podučavao je na Kijevskom arhitektonskom institutu i Odeškoj umjetničkoj školi. Među studentima - Iosif Karakis, koji je studirao s V. G. Krichevskogo „interijera stambenih i javnih zgrada„i tehnici slikanja. Potom je do 1941. radio na arhitektonskom odjelu Kijevskog državnog instituta za umjetnost. Godine 1943. Kričevskij se preselio u Ljviv gdje je postavljen za rektora Ukrajinske umjetničke škole, a radi svojeg djelomično židovskog porijekla, nakon Drugog svjetskog rata kratko se preselio u Pariz i potom za stalno u Južnu Ameriku, gdje je umro 1952. godine.

## Vanjske poveznice
- Прес-реліз відкриття меморіальної дошки на честь видатного українського митця В.Г.Кричевського